# Clethrogyna splendida
Clethrogyna splendida är en fjärilsart som beskrevs av Jules Pièrre Rambur 1842. Clethrogyna splendida ingår i släktet Clethrogyna och familjen tofsspinnare. Inga underarter finns listade i Catalogue of Life.